# Нащадок (оповідання)
Нащадок (англ. The Descendant) — фрагмент оповідання жахів американського письменника Говарда Лавкрафта, написаний, як вважають, у 1927 році та вперше опублікований у журналі «Leaves» у 1938 році, вже після смерті Лавкрафта.

## Сюжет
Історія починається з того, що оповідач пояснює, що він перебуває на смертному ложі та відчуває потребу поділитися певною історією перед смертю. Він розповідає про тихого і трохи божевільного літнього чоловіка, який мешкає в готелі «Грейз Інн» (англ. Gray’s Inn) зі своїм домашнім котом. Дід виснажений і переслідуваний привидами, виглядає старшим за свої роки та боїться церковних дзвонів.
Молодий чоловік, на ім'я Вільямс (оповідач) переїжджає в готель і намагається подружитися зі старим, щоби змусити його поділитися своїми знаннями. З'ясовується, що цей чоловік — лорд Нортхем з Англії. Спроби Вільямса здебільшого зазнають невдачі, аж поки одного дня Вільямс не отримує копію «Некрономікону», книги мертвих, яка захоплює уми багатьох заінтригованих темними мистецтвами. Коли Вільямс просить Нортхема допомогти перекласти стару латину книги, Нортхем жахається і благає Вільямса спалити том.
Після допитів, Нортхем змушений розповісти свою історію. Його рід сягає римських часів в Англії, коли солдати вперше ступили на землю. Однак вони зіткнулися з культом печерних мешканців, якого не змогли перемогти, попри всі свої зусилля. Кажуть, що цей культ належав людям, які жили там дуже давно і походили з давньої землі, що потонула в морі. Саме на цьому місці був побудований родовий замок Нортенів. Через багато поколінь лорд Нортхем все ще відчував примарну силу цього місця, яка дозволяла йому переслідувати розповіді про надприродне і навіть бути свідком цього на власні очі. Це врешті-решт привело його до Безіменного міста Аравії та до віри в те, що у світі існують точки, де можна трансцендувати в інше місце, не з цього всесвіту. Незавершена історія закінчується тим, що він вдається в питання, чи це все в його уяві, чи щось насправді реальне.

## Навіювання
Можливо, коли Лавкрафт писав, що «дуже ретельно вивчає Лондон… щоб отримати фон для оповідань, пов'язаних з багатшими старожитностями, ніж може надати Америка» мав на увазі зазначене оповідання.